# 郭文直
郭文直，明朝人，是一名明朝政治人物。
郭文直曾于1447年接替李希容任华亭县知县一职，1456年由杨昕接任。